# Myrmecacis probles
Myrmecacis probles là một loài tò vò trong họ Ichneumonidae.